# Red Rock Peak
Der Red Rock Peak (englisch für Roter Felsengipfel) ist ein rund 2000 m hoher Berg im ostantarktischen Viktorialand. In den Concord Mountains ragt er 1,5 km nordnordwestlich des Thomson Peak im südlichen Teil der Mirabito Range auf.
Der neuseeländische Geologe Bradley Field vom New Zealand Geological Survey, Mitglied einer in diesem Gebiet zwischen 1980 und 1981 tätigen Mannschaft des New Zealand Antarctic Research Program, benannte ihn deskriptiv nach dem hier anzutreffenden rötlichen Tonstein.